# Rio Cacheu
Pour les articles homonymes, voir Cacheu.
Le rio Cacheu ou rio Farim est un des principaux fleuves de la Guinée-Bissau qui se jette dans l'Océan Atlantique. 

## Géographie

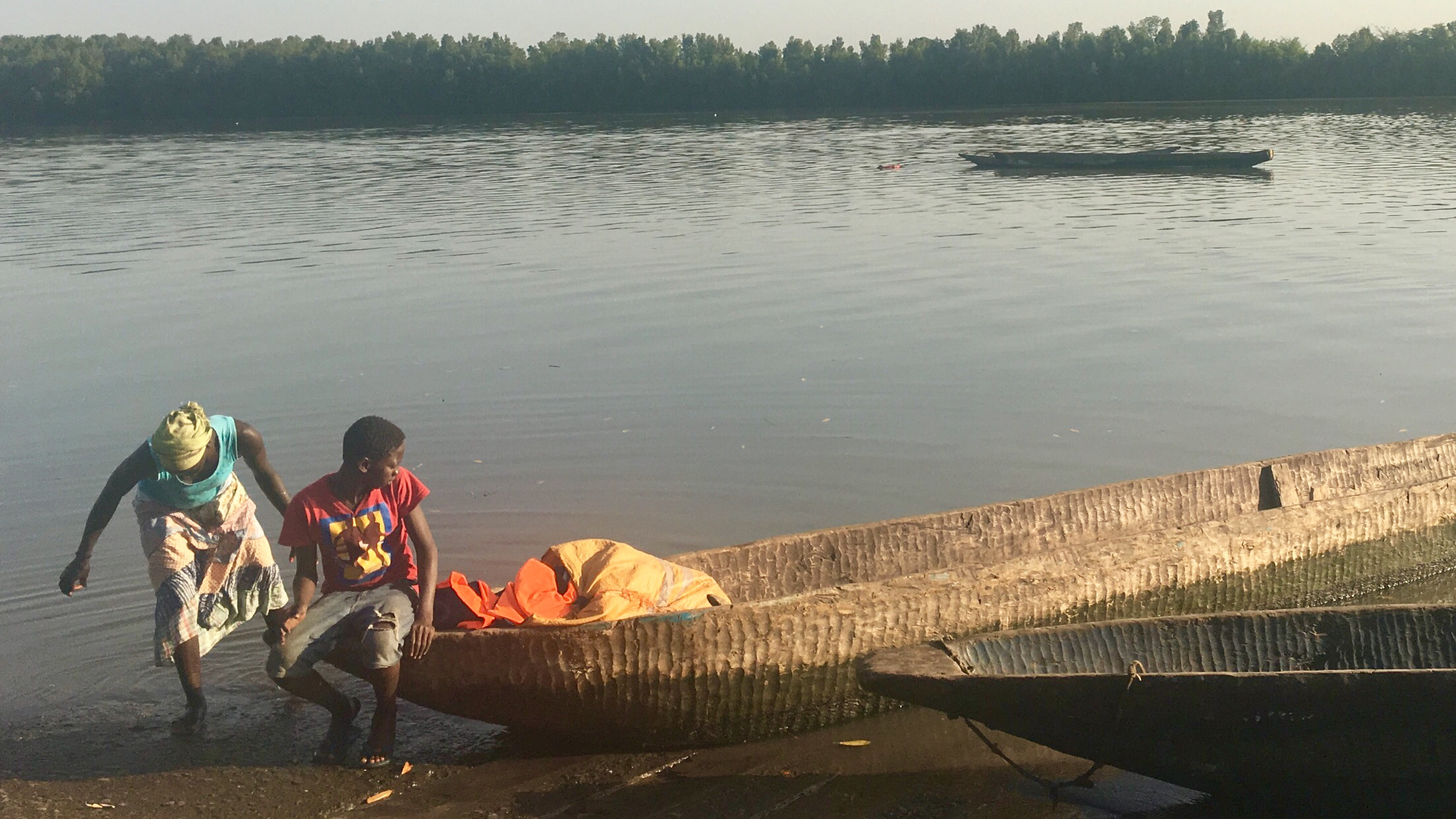
Le Cacheu à Farim.

Né au nord-est du pays, il coule selon une direction est-ouest, parallèlement à la frontière entre le Sénégal et la Guinée-Bissau. Il traverse ainsi successivement les régions 
de Bafatá, d'Oio et de Cacheu. Il se jette dans l'Océan Atlantique par un large estuaire, sur la rive sud duquel se trouve la ville de Cacheu.
Depuis son estuaire, il est navigable sur environ 200 kilomètres, jusqu'à la ville de Farim. 
En 2000 une grande partie de son estuaire fut érigé en parc naturel : le parc naturel de la mangrove du Rio Cacheu (en portugais : Parque Natural dos Tarrafes do Rio Cacheu). La mangrove couvre en effet une partie considérable de son estuaire.